# Jacques Le Grelle
Le Comte Jacques Le Grelle, alias « Jérôme », né le 18 avril 1904 à Anvers et mort, le 26 juin 1990 à Dilbeek, est un résistant de la Seconde Guerre mondiale qui est membre du réseau Comète dont il assure la coordination du secteur de Paris, après l'arrestation de Frédéric De Jongh, de juin 1943 à janvier 1944.

## Éléments biographiques
Jacques Le Grelle nait à Anvers, le 18 avril 1904, d'Henri le Grelle qui est banquier et d'Anna de Gruben. Il est le troisième garçon de la fratrie qui comptera encore une sœur, née en 1908. Jacques Le Grelle épouse Gisèle Speth, le 16 septembre 1930 à Cappellen, ils ont deux enfants. Sa mère meurt en 1932 et son père, deux ans plus tard, en 1934, tous deux à l'âge de 68 ans. En décembre 1934, il part skier en Autriche, à Obergurgl près d'Innsbruck, il y remporte un prix. Le couple va mal et se sépare en 1938.

### Seconde Guerre mondiale
Lorsque la Seconde Guerre mondiale éclate, Jacques Le Grelle prend part à la campagne des 18 jours au sein du corps des lanciers. Il est fait prisonnier le 28 mai 1940, jour de la capitulation belge, et est interné dans un camp provisoire à Eeklo, par chance, Jacques Le Grelle connaissait l'officier responsable de la colonne de prisonniers, il l'avait rencontré lors de la compétition de ski en Autriche. Cet officier lui remit des Entlassungsscheinen, des certificats de sortie, pour lui et plusieurs de ses camarades. Jacques Le Grelle rentre alors chez lui à Anvers.
Jacques Le Grelle part ensuite pour Londres, il traverse la France, les Pyrénées, est arrêté près de Figueras mais parvient néanmoins à atteindre Gibraltar et, de là, l'Angleterre où il arrive, le 10 août 1942. À Londres, il rencontre Jean-Baptiste Piron qu'il avait déjà rencontré en 1939. Il lui propose le poste de chef d'État-major, Le Grelle décline. La Sécurité militaire belge, dirigée par le colonel Henri Bernard, lui demande s'il est prêt à retourner sur le continent. Il accepte. Il est confié au MI9, l'organisme chargé de récupérer et de ramener en Angleterre les résistants, soldats et pilotes. Au MI9, il rencontre Airey Neave et reçoit, entre autres, un entrainement de parachutiste mais lors d'un exercice, il chute lourdement et se brise la colonne vertébrale. Il reste plâtré huit mois. En 1943, lorsque Jean-François Nothomb rencontre les alliés à Gibraltar après l'arrestation de Frédéric De Jongh, ils lui parlent de lui comme successeur pour la coordination à Paris. Jean-François Nothomb veut rester fidèle à l'esprit d'indépendance du réseau insufflé par Andrée De Jongh qui ne voulait pas être asservie au MI9. Il accepte du bout des lèvres mais, finalement, les deux hommes s'entendront bien et le réseau préservera sa liberté de décision,. Jacques Le Grelle, depuis Gibraltar, remonte sur Paris, traversant les Pyrénées. Il s'installe dans un appartement, rue Longchamp, à proximité du Trocadéro.

#### Chef du réseau Comète pour le district de Paris

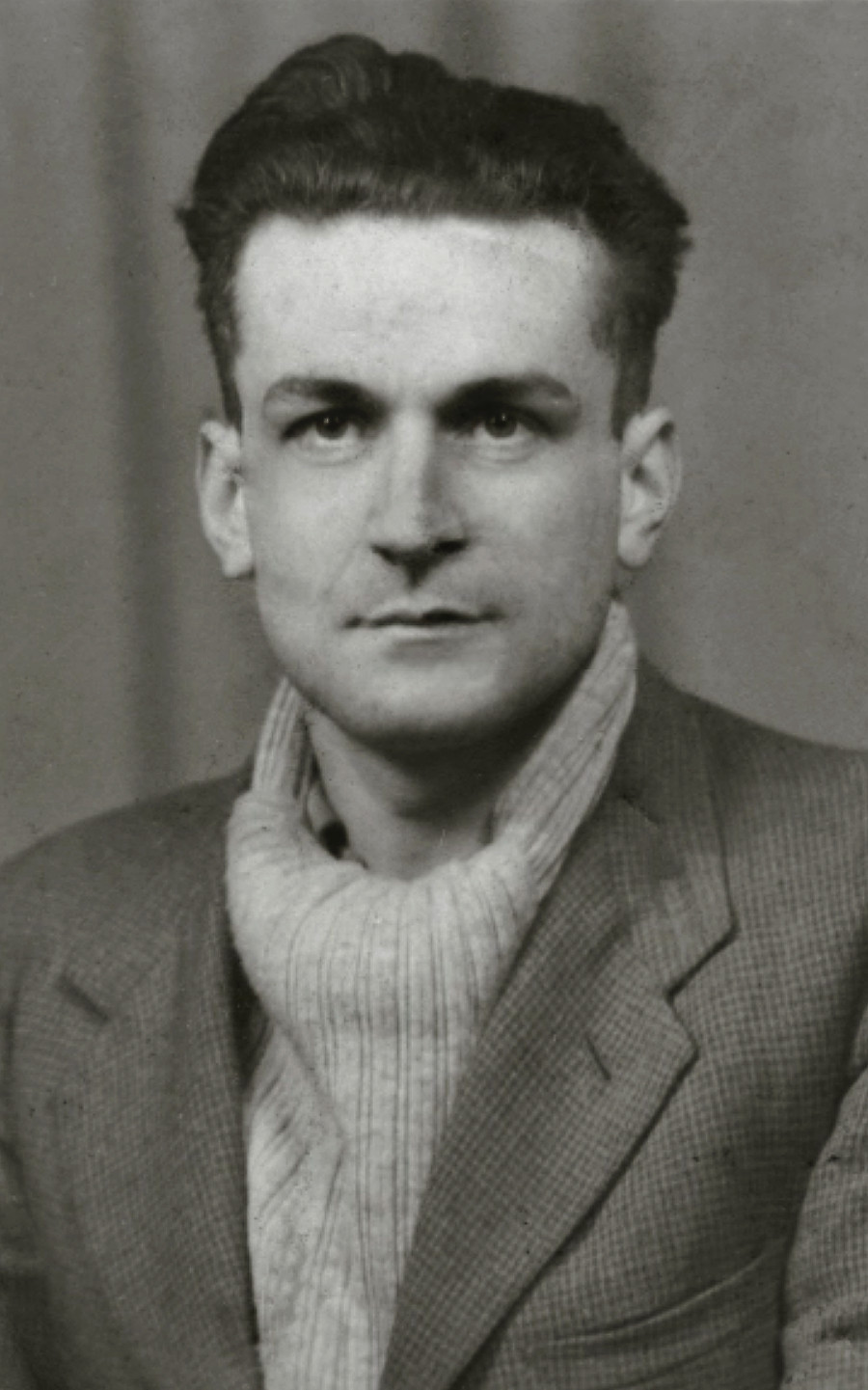
Jean-François Nothomb, chef du réseau Comète de janvier 1943 à janvier 1944.

Jacques Le Grelle arrive en France peu de temps après les arrestations de Frédéric De Jongh, « Paul », le père d'Andrée De Jongh qui coordonnait Paris et celle de Robert Aylé, en juin 1943. Il reprend alors, à la demande des alliés, la coordination de Paris. Il s'emploie à reconstruire le réseau, organiser des safe houses, pourvoir au ravitaillement, aux faux-papiers et aux exfiltrations sous la direction de Jean-François Nothomb. Grâce au message « Pour les grands oiseaux, il n'y a pas de Pyrénées » diffusé par la BBC au printemps 1943, Jacques Le Grelle parvient à organiser les contacts de la ligne Comète jusqu'en Normandie. En juillet 1943, le père Michel Riquet, membre du réseau, lui présente Maurice Grapin qui sert tout d'abord comme agent de liaison. Ce dernier ne ménage pas ses efforts pour la filière si bien qu'en décembre 1943, lorsque Jacques Le Grelle, sentant de lourds soupçons peser sur lui, doit de se mettre un temps au vert en remontant à Bruxelles, il confie l'intérim à Maurice Grapin dont la femme, Roxane Dufourd-Deletre fait également partie du réseau. À cette époque, Jacques Desoubrie, a déjà infiltré le réseau et les deux époux ne tardent pas à être tous deux arrêtés. Comme il l'avait fait à Marseille auparavant, Grapin, sous la menace de torture pour lui et sa femme, va parler en échange de sa liberté et de celle de son épouse. Il va donner le nom d'une convoyeuse, Marcelle Douard et l'adresse de l'appartement, rue Longchamp.  À partir de cet instant et jusqu'au débarquement de Normandie, Grapin restera sous la coupe de Jacques Desoubrie et des Allemands,,.

#### Arrestation
Les Allemands font de l'appartement de Le Grelle une souricière. Lorsque Jacques Le Grelle recontacte par téléphone Grapin, libéré par les Allemands, pour lui signaler qu'il sera de retour à Paris, il tombe sur son épouse qui lui dit, selon la formule convenue, que « tout va bien à Paris » et que son mari lui donne rendez-vous à l'appartement. Jacques Le Grelle rentre à Paris, le 17 janvier 1944 et est aussitôt arrêté par la Geheime Staatspolizei. Jean-François Nothomb de retour à Paris connait le même sort le lendemain, seront également arrêtés Michel Riquet, Jacques De Bruyn, Marcelle Douard et de nombreux autres membres, à Paris et à Bruxelles.
Jacques Le Grelle, arrêté, est emmené à la Rue des Saussaies, siège de la Sipo – SD. Il connait la torture, les Allemands en cette année 1944 sentent la pression des alliés augmenter, et redoublent d'efforts pour faire parler les résistants arrêtés. Jacques Le Grelle témoigne : 
« Mené dans une salle de bains et forcé de me déshabiller, je fus d’abord battu avec un fouet de joncs entrelacés jusqu’à avoir le dos à vif. Les chevilles et les genoux ligotés les mains menottées derrière le dos, je fus traîné au bord d’une baignoire remplie d’eau. Par dix-sept fois j’eus la tête plongée dans l’eau jusqu’à l’asphyxie. Lorsque je perdais connaissance, j’étais rejeté en arrière et l’eau contenue dans mes poumons était évacuée à coups de pied. Par cinq fois le procédé fut poussé jusqu’à la noyade complète et je fus ramené à la vie par des procédés tout aussi brutaux, comme par exemple d’être pendu par les pieds à un crochet fixé au mur. Dans les intervalles, des coins m’étaient enfoncés sous les ongles. Le premier supplice et interrogatoire dura de 10 heure du soir à 8 heure du matin. J’en sortis avec sept côtes brisées. »
Jacques Le Grelle est transféré à la prison de Saint-Gilles et est jugé et condamné à mort par le conseil de guerre de la Luftwaffe. Le 22 août 1944, il est, partageant le sort à partir de ce moment des quarante déportés du Groupe d'Amberg dont fait partie Jean-François Nothomb, transféré à la prison de Bonn puis ayant transité par Cologne (23 août), Coblence (30 août), Francfort (1er septembre), Nuremberg (8 septembre) et Bamberg (9 septembre), il arrive à la prison de Bayreuth, le 15 septembre 1944. Il y reste jusqu'au 29 mars 1945, date de son dernier transfert lié à l'avance alliée, à la prison d'Amberg (de) abandonnée par la suite par ses geôliers et libérée par les troupes américaines, le 23 avril 1945. Il est rapatrié en Belgique.

### Après guerre
Au retour des camps, en juin 1945, Jacques Le Grelle mène plusieurs enquêtes. À deux reprises, il se rend à Paris, d'abord accompagné par Yvon Michiels puis seul. Il questionne d'anciens membres du réseau, il veut comprendre ce qui a provoqué cette vague d'arrestation de janvier 1944. Il écrit : 
« les deux enquêtes que j’ai menées à Paris, confirment pour moi les soupçons graves que j’éprouvai à l’égard de cet agent [Maurice Grapin]. Les différents témoins directs et indirects au courant de ce cas, consultés par moi, éprouvent les mêmes soupçons. Mr Yvon Michiels présent lors d’une partie de l’enquête est persuadé de la culpabilité de Grapin. J’ai essayé de joindre cet agent, il me fut impossible de le toucher. Il se cache probablement dans le Nord de la France. Il n’est pas exclu que Grapin ait eu des complices connus de moi. Il est certain que Grapin pourrait nous procurer des renseignements précieux quant au traître Jean Masson ainsi que [sur les] accidents survenus à la ligne Comète après mon arrestation. »
Dès juin 1945, il porte plainte auprès de l'Auditorat militaire d'Anvers à l'encontre de Jacques Desoubrie. Il dépose plainte contre Maurice Grapin, alias « Henri Crampon », auprès de la Sûreté de l'État en Belgique et transmet le dossier en septembre 1945 au juge d'instruction chargé du dossier en France et y dépose une première plainte contre lui, sa femme, Roxane Dufourd-Deletre et ses beaux-parents. En vain, semble-t-il, jusqu'en 1946, lorsque le nom de Grapin commence à ressortir dans d'autres dossiers et qu'un lien est désormais établi entre Grapin et son pseudonyme, « Henri Crampon ». Jacques Legrelle et Marcelle Douard redéposent plainte à cette époque et sont entendus. Ceci conduira à l'arrestation de Maurice Grapin, le 7 novembre 1946. Lors de cette interpellation, le commissaire de police de Paris déclare avoir été informé par Jacques Legrelle et Marcelle Douard « de l'activité anti-française du nommé Maurice Grapin ».
Une instruction débute mais elle connait un réel tournant le 10 mars 1947, lorsque Jacques Desoubrie, qui avait pris le parti de fuir en accompagnant la retraite allemande, est arrêté à Augsbourg par les troupes américaines.

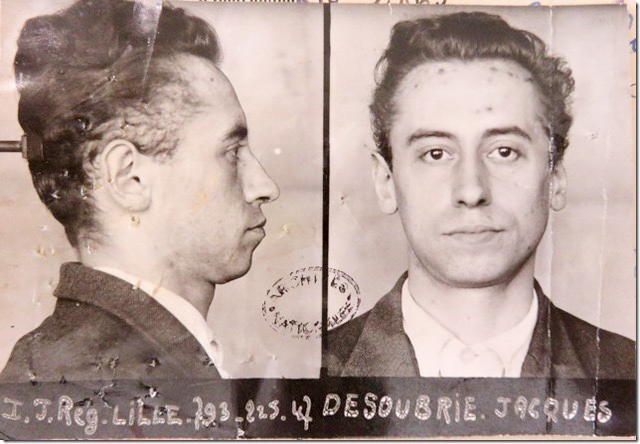
Jacques Desoubrie, identité judiciaire, 1947.
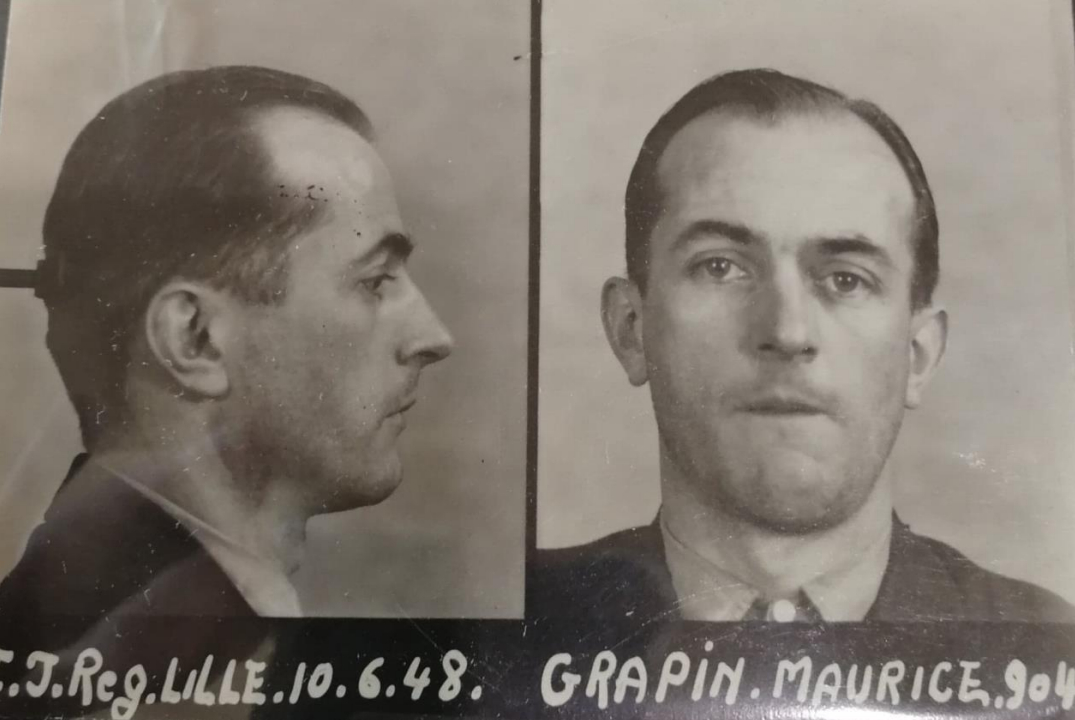
Maurice Grapin, identité judiciaire, 1948.

En effet, ce dernier, avait été jusqu'alors jugé par contumace par différentes juridictions françaises qui avaient rendus des jugements disparates. Désormais, il allait pouvoir comparaître et être jugé. Le 17 avril 1947, un arrêt confie à la cour de justice de Douai d'instruire le dossier de manière centralisée. Par connexité, cette instruction concernera également Maurice Grapin, alias « Henri Crampon », accusé d'avoir été retourné par les Allemands à deux reprises, en 1942 à Marseille et en 1943, à Paris.
Ils sont tous deux jugés par la cour de justice de la Seine. Le procès se déroule du 7 au 20 juillet 1949. Jacques Le Grelle et Jean-François Nothomb assistent au procès et sont entendus comme témoins. Jacques Desoubrie est condamné à mort et Maurice Grapin à cinq ans de travaux forcés, à la dégradation nationale, à la confiscation de ses biens et à payer solidairement, avec Desoubrie, une somme 426 028 francs envers l’Etat. Desoubrie, condamné à mort pour intelligence avec l'ennemi est exécuté au fort de Montrouge à Arcueil le 20 décembre 1949.
Par la suite, Jacques Le Grelle est observateur militaire des Nations unies au Cachemire. En 1952, il est observateur de l'ONU basé à Damas lors d'une mission de protection de la paix entre le nouvel État d'Israël et les pays arabes voisins. En 1970, il est reçu par la reine Élisabeth II au palais de Buckingham et en 1984 par le roi Baudouin au palais royal de Laeken.
Le comte Jacques Le Grelle meurt à Dilbeek, le 26 juin 1990.

## Reconnaissances
- Capitaine ARA
- Officier de l'Ordre de Léopold
- Officier de l'Ordre de la Couronne
- Croix de guerre avec palme
- Médaille de la résistance
- Chevalier de la Légion d'honneur[16]